# Koronga
Koronga è un comune rurale del Mali facente parte del circondario di Nara, nella regione di Koulikoro, nel Mali sud-occidentale. 
Il villaggio si trova a 40 km a nord-ovest di Nara e a 20 km a sud del confine con la Mauritania. Il comune contiene 17 villaggi e nel censimento del 2009 aveva una popolazione di 7.931 abitanti.
Il comune ha un clima steppico, con precipitazioni annuali di circa 400 mm.